# Pura sangre
Pura sangre (org. Pura sangre) – kolumbijska telenowela wyprodukowana przez stacją RCN w 2007 roku. Była to druga po Zorro, najdroższa telenowela wyprodukowana w Kolumbii w 2007 roku. Koszt nakręcenia serialu był spowodowany bardzo dużą liczbą scen kręconych w plenerze, oraz używaniem kamer o bardzo wysokiej rozdzielczości. Telenowela otrzymała także liczne nagrody m.in. 5 Premios India Catalina, która jest kolumbijski odpowiednikiem Telekamery. Serial odniósł wielki sukces w Kolumbii, ale także zyskał uznanie zagranicznej publiczności, był emitowany w ponad 35 krajach świata.

## Fabuła
Telenowela opowiada historię Eduarda i Florencii. Florencia Lagos jest najmłodszą z pięciorga dzieci wpływowego i znanego w kraju hodowcy koni Alejandra Lagos. Eduardo Montenegro to syn Marii, kobiety pracującej jako gosposia w domu Lagos. Oboje byli w sobie zakochani już jako dzieci. W wyniku incydentu z udziałem Euduarda, na ślubie najstarszej brata Florencii, Federica. Chłopiec wraz z matką zostaje zmuszony przez jej ojca do opuszczenia ich domu. Wkrótce potem jego matka umiera. Po latach Eduardo powraca do posiadłości Lagos aby zniszczyć ich rodzinę. Jego jedynymi atutami w tej rozgrywce są jego wiedza, ale także fakt iż wyrósł na wyjątkowo szarmanckiego i przystojnego mężczyznę. W tym samym czasie Florencia zostaje psychologiem dziecięcym i przygotowuje się do ślubu z Renato. Zakłamanym mężczyzną, bez honoru, który nie kocha Forencii, jednak żeni się z nią ze względu na pieniądze jej ojca. Ma również potajemny romans z Pauliną, macochą Florencii - kobietą, która pośrednio będzie mieć wpływ na losy Eduarda i Florencii. Paulina udusiła swoją siostrę i matkę Florencii, a całą winę zrzuciła na jej starszą siostrę Irene, którą umieściła w zakładzie dla obłąkanych. Później wyszła za dużo od siebie starszego szwagra by wieść wygodne życie. Po wielu perypetiach miłość Eduarda i Florencii odradza się z siłą do tej pory niespotykaną. W mężczyźnie zaczynają walczyć dwa wykluczające się uczucia: miłość do Florencii i chęć zemsty na jej rodzinie.

## Nagrody
| Rok  | Aktor(ka)                                     | Nagroda                | Za co                           |
| ---- | --------------------------------------------- | ---------------------- | ------------------------------- |
| 2008 | Pura sangre                                   | Premios India Catalina | najlepsza telenowela            |
| 2008 | Rafael Novoa                                  | Premios India Catalina | Najlepszy aktor pierwszoplanowy |
| 2008 | Kathy Sáenz                                   | Premios India Catalina | Najlepsza aktorka drugoplanowa  |
| 2008 | Mauricio Navas, Conchita Ruiz, Tania Cardenas | Premios India Catalina | Najlepszy scenariusz oryginalny |
| 2008 | Harney Luna                                   | Premios India Catalina | Najlepszy reżyser               |

## Obsada
- Marcela Mar jako Florencia Lagos
- Rafael Novoa jako Eduardo Montenegro/Maco Vieira
- Andres Juan Hernandez jako Camilo Lagos
- Juliana Galvis jako Silvia
- Kathy Sáenz jako Paulina Riascos
- Pepe Sánchez jako Alejandro Lagos
- Juan Pablo Gamboa jako Federico Lagos
- Helga Díaz jako Irene Lagos
- Alejandro López jako Renato Leon
- Manuel José Chávez jako Simón Lagos